# Grzędy (Basse-Silésie)
Grzędy (en allemand : Konradswaldau) est une ville de la Voïvodie de Basse-Silésie et du powiat de Wałbrzych.